# Kenny Natt
Kenneth Wayne Natt, detto Kenny (Monroe, 5 ottobre 1958), è un ex cestista e allenatore di pallacanestro statunitense, professionista nella NBA.
È il fratello di Calvin Natt.

## Carriera
Venne selezionato dagli Indiana Pacers al secondo giro del Draft NBA 1980 (30ª scelta assoluta).
Da allenatore guidò l'India ai Campionati asiatici del 2011.

## Palmarès

### Giocatore
- Campione WBL (1989)
- All-CBA First Team (1982)
- All-CBA Second Team (1987)